# Werner Rauh
Werner Rauh (Niemegk, 16 mei 1913 – Heidelberg, 7 april 2000) was een Duitse botanicus en hoogleraar. 

## Biografie
Rauh studeerde meerdere natuurwetenschappen aan de universiteiten van Leipzig, Innsbruck en Halle-Wittenberg, hoofdvak Biologie. Aan de laatste universiteit had hij onder andere te maken met plantenmorfoloog Wilhelm Troll. In 1937 promoveerde Rauh op het proefschrift Die Bildung von Hypokotyl- und Wurzelsprossen und ihre Bedeutung für die Wuchsformen der Pflanzen.
In 1939 werd Rauh universitair hoofddocent aan de Ruprecht-Karls-Universität Heidelberg. In 1956 werd hij hier vervolgens hoogleraar. In 1960 kreeg hij de nieuw gecreëerde leerstoel botanische systematiek en plantengeografie toegewezen.
Tevens werd hij in 1960 de directeur van Botanischer Garten Heidelberg. Onder zijn directoraat werd de botanische tuin een onderzoeksinstituut met een internationale reputatie. Bij zijn aantreden beschikte de botanische tuin over slechts drie kassen. Tot aan zijn pensioen in 1982 breidde hij het aantal kassen uit tot vijftien. De kassen werden onder meer gevuld met planten die Rauh verzamelde op zijn expedities in de tropen en subtropen. Rauh werkte bij de botanische tuin onder meer samen met orchideeënspecialist Karlheinz Senghas.
Rauh hield zich bezig met wetenschappelijk onderzoek op het gebied van plantensystematiek, plantenmorfologie en plantengeografie. Hij richtte zich met name op cactussen en andere succulenten uit Amerika en zuidelijk Afrika, de bromeliafamilie en planten uit tropische gebergten. Hij ondernam onder meer expedities naar het Atlasgebergte, Peru, Ecuador en Madagaskar.
Rauh heeft meer dan twintig boeken en talloze artikelen in wetenschappelijke tijdschriften op zijn naam staan. Zijn boeken zijn meerdere malen vertaald, waaronder in het Engels en het Nederlands. Hij heeft meer dan vijfhonderd botanische namen (mede)gepubliceerd. Er zijn meerdere planten naar hem vernoemd, waaronder de geslachten Rauhia (narcisfamilie), Rauhocereus (cactusfamilie) en Rauhiella (orchideeënfamilie) en de soorten Tillandsia rauhii en Aloe rauhii. Tijdens zijn leven heeft hij meerdere onderscheidingen ontvangen, waaronder de Gold Veitch Memorial Medal van de Royal Horticultural Society. Hij was corresponderend lid van de Botanical Society of America.